# Rəsullu (Imishli)
Rəsullu è un comune dell'Azerbaigian situato nel distretto di İmişli. Conta una popolazione di 1 369 abitanti.